# China 361° Cycling Team/Saison 2011
Dieser Artikel listet Erfolge und Fahrer des Radsportteams China 361° Cycling Team in der Saison 2011 auf.

## Mannschaft
| Name                      | Geburtstag         | Nationalität        | Team 2010                             |
| ------------------------- | ------------------ | ------------------- | ------------------------------------- |
| Chen Yuanjun (ab 01.09.)  | 28. März 1989      | Volksrepublik China | Neoprofi                              |
| Chen Zhian                | 14. August 1989    | Volksrepublik China | Neoprofi                              |
| Ji Xitao                  | 1. Februar 1982    | Volksrepublik China | Neoprofi                              |
| Li Xiaogang (ab 01.09.)   | 6. Mai 1991        | Volksrepublik China | Neoprofi                              |
| Li Yannan                 | 20. Februar 1992   | Volksrepublik China | Neoprofi                              |
| Liu Bo                    | 29. September 1985 | Volksrepublik China | Neoprofi                              |
| Liu Xinping (ab 01.08.)   | 20. Oktober 1989   | Volksrepublik China | Neoprofi                              |
| Ping Qin (ab 01.09.)      | 12. Februar 1984   | Volksrepublik China | Neoprofi                              |
| Tu Yue                    | 27. Oktober 1983   | Volksrepublik China | Qinghai Tianyoude Cycling Team (2009) |
| Wang Zhen (ab 01.09.)     | 26. Juni 1989      | Volksrepublik China | Neoprofi                              |
| Wu Xuanfu (ab 01.09.)     | 8. Juni 1989       | Volksrepublik China | Neoprofi                              |
| Wu Yongjian               | 12. Februar 1992   | Volksrepublik China | Neoprofi                              |
| Xu Ji                     | 24. August 1987    | Volksrepublik China | Neoprofi                              |
| Xue Cheng                 | 5. Juni 1990       | Volksrepublik China | Neoprofi                              |
| Yang Zengtao (bis 31.07.) | 14. März 1987      | Volksrepublik China | Neoprofi                              |
| Yu Shijie                 | 13. Juni 1987      | Volksrepublik China | Neoprofi                              |
| Zhang Wenlong             | 15. Juli 1989      | Volksrepublik China | Neoprofi                              |